# Chevrolet Lumina
O Chevrolet Lumina é um nome usado em muitos veículos produzidos pela Chevrolet. Introduzido pela primeira vez para o ano de 1990, a Chevrolet usou o nome em um sedan, um coupé e uma minivan. O sedan substituiu o Chevrolet Celebrity, o coupé foi renomeado o Monte Carlo, e a minivan foi um substituto para o Celebrity station wagon e um veículo completamente novo. Em 1995, o Lumina Coupé foi substituído pelo Monte Carlo. Em 1997, o Chevrolet Lumina APV foi substituído pelo Chevrolet Venture. Em 2000, o Lumina Sedan foi substituído pelo Impala. A terceira e quarta geração foi fabricada na Austrália pela subsidiaria da GM, Holden, para exportação principalmente para o Oriente Médio e África do Sul entre 1998 e 2013.

## Primeira geração (1990-1994)
Em 2016, no programa ''Sucré Sale'', a cantora belga Lara Fabian declarou que seu primeiro carro foi um Chevrolet Lumina de 1993.

## Automobilismo

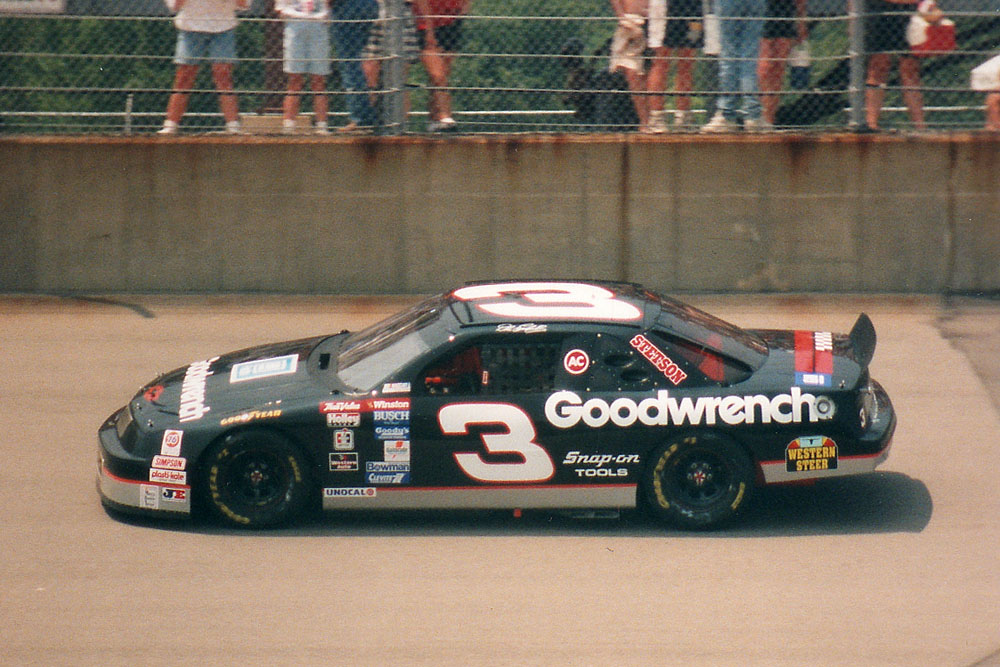
Chevrolet Lumina de Dale Earnhardt na NASCAR em 1994.

O Lumina representou a Chevrolet na NASCAR entre os anos de 1989 a 1994.